# Trox alatus
Trox alatus är en skalbaggsart som beskrevs av Macleay 1888. Trox alatus ingår i släktet Trox och familjen knotbaggar. Inga underarter finns listade i Catalogue of Life.